# Плита Фараллон

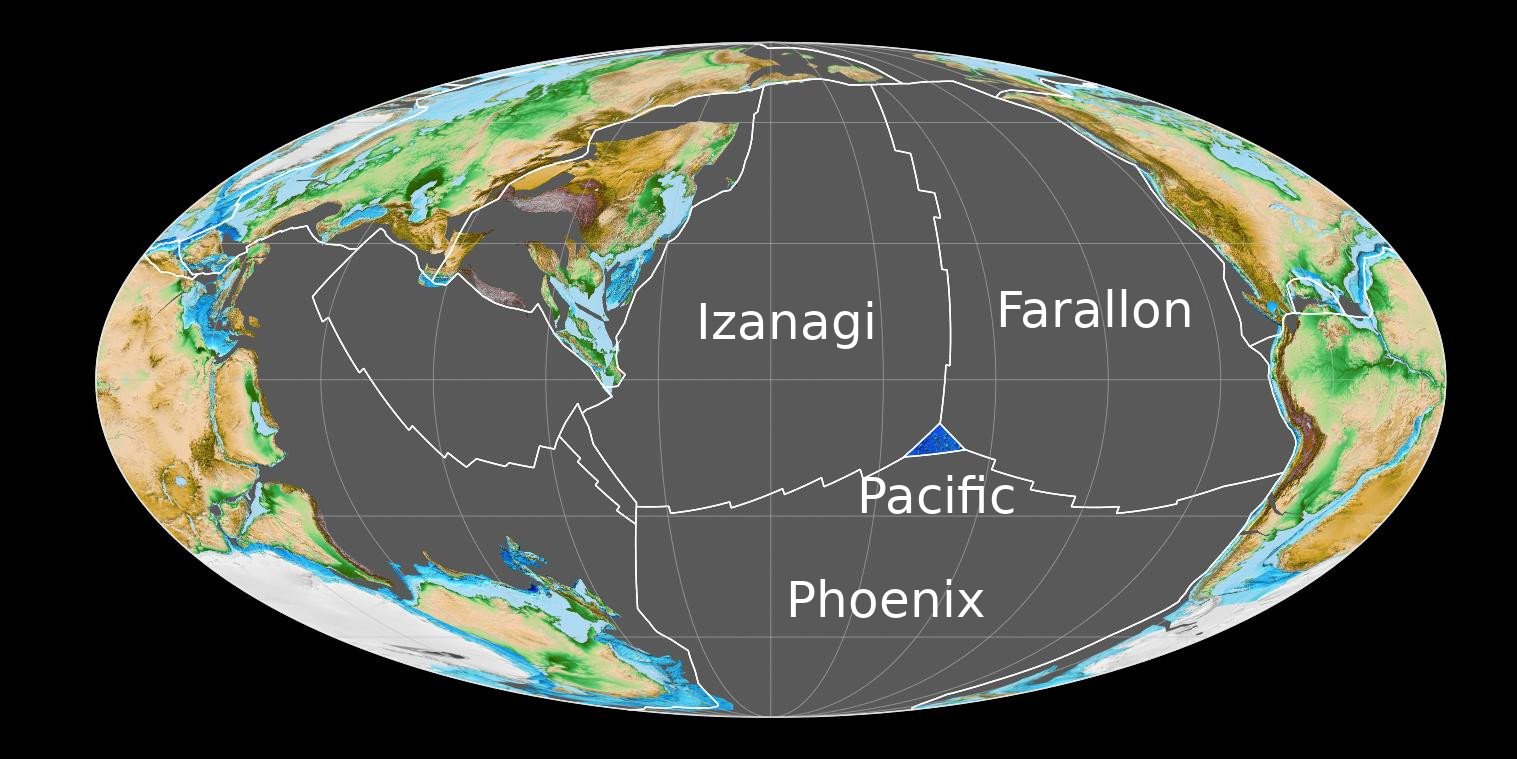
Карта Панталасського океану c. 180 млн років тому, що показує положення плити Фараллон

Плита Фараллон — стародавня океанічна плита. 
Одна з трьох основних тектонічних плит Панталасси, поряд з плитою Фенікс і плитою Ідзанагі, що були з'єднані трійником. 
Плита Фараллон почала субдукцію під західне узбережжя Північноамериканської плити, що тоді розташовувалася на території сучасної Юти, коли Пангея розпалася на частини та після формування Тихоокеанської плити в центрі трійника під час ранньої юри. 
Названа на честь Фараллонових островів, що розташовані на захід від Сан-Франциско, Каліфорнія.
З часом центральна частина плити Фараллон повністю зазнала субдукції під південно-західну частину Північноамериканської плити. 
Залишки плити Фараллон — плити Хуан-де-Фука, Дослідника і Горда, що занурюються під північну частину Північноамериканської плити; плита Кокос — під Центральну Америку; і плита Наска — під Південноамериканську плиту. 

Плита Фараллон також відповідає за транспортування старих острівних дуг і різноманітних фрагментів матеріалу континентальної кори, що відколовся від інших віддалених плит, і зазнають акреції до Північноамериканської плити.

## Геологічна історія

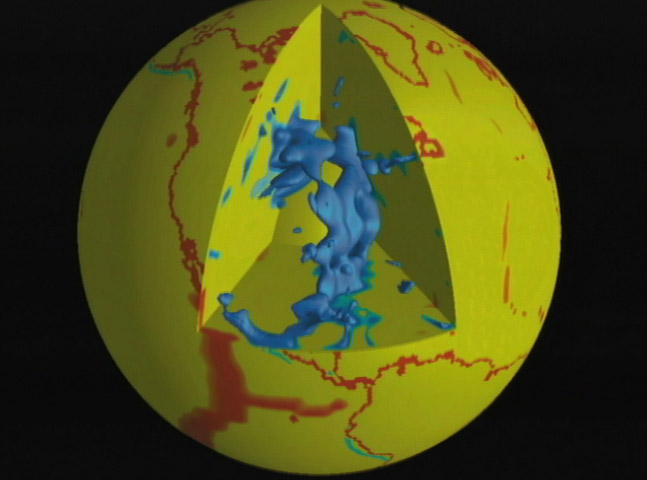
Плита Фараллон

У міру накопичення даних склалася загальна думка, що одна велика океанічна плита, плита Фараллон, діяла як стрічковий конвеєр, транспортуючи террейни до західного узбережжя Північної Америки, де вони накопичувалися. 
Коли плити зійшлися, щільна океанічна плита занурилася в мантію, утворивши сляб під легшим континентом. 

### Субдукція плити Фараллон утворює Північноамериканські Кордильєри
Станом на 2013 рік, загально визнано, що західна чверть Північної Америки складається з террейнів, що зазнали акреції за останні 200 мільйонів років в результаті того, що океанічна плита Фараллон переміщує террейни на континентальну окраїну, коли вона занурюється під континент. 
Проте ця проста модель не змогла пояснити багато складних террейнів і не узгоджується з сейсмічними томографічними зображеннями субдукційних слябів у нижній мантії. 
У квітні 2013 року Сіглох і Міхалинюк відзначили, що під Північною Америкою ці субдукційні сляби утворили масивні, по суті, вертикальні стіни глибиною від 800 км до 2000 км і шириною 400–600 км, утворюючи «стіни слябів». 
Одна така велика «стіна слябів» тягнеться від північно-західної Канади до східної частини США і далі до Центральної Америки; цю «стіну слябів» традиційно асоціювали з субдукційною плитою Фараллон. 
Сіглох і Міхалинюк запропонували розділити Фараллон на сегменти Північний Фараллон, Ангаючам, Мескалера і Південний Фараллон на основі останніх томографічних моделей. 
Згідно з цією моделлю, Північноамериканський континент перекриває серію субдукційних жолобів і містить мікроконтиненти (на кшталт сучасного Малайського архіпелагу), він рухався на захід у такій послідовності:
- 165–155 млн років тому виступ Мескалера (провідний террейн, зазнав субдукції під Північну Америку). Занурений сегмент замінено початковим Південнофараллонським жолобом.
- 160–155 млн років тому починається деформація Скелястих гір, зафіксована синорогенним (утвореним одночасно з орогеном) уламковим клином. Починається утворення Францисканського комплексу[en] на плиті Південний Фараллон.
- 125 млн років тому починається колізія окраїни Північної Америки з архіпелагом террейнів (острівні дуги Мескалера / Ангаючам / Південний Фараллон). Цей широкий простір викликає сильні деформації та створює гори Севір[en] і Канадські скелясті гори.
- 124–90 млн років тому магматичні пояси Омінека формуються на північному заході Тихого океану разом із поступовим витісненням виступу Мескалера на північний захід Тихого океану.
- 85 млн років тому Південнофараллонський жолоб рухається на захід після створення протоплато Шатського. Вулканізм Сонори є результатом занурення слябу. Утворюється провінція Ігнімбріт-Тарахумара.
- 85–55 млн років тому сильний транспресивний[en] зв’язок плити Фараллон із террейнами створює височину Шатського. Лараміський орогенез є результатом підняття фундаменту більш ніж на 1000 км вглиб суші.
- 72–69 млн років тому відбулася субдукція Ангаючамської дуги під Північну Америку та Кармак.
- 85–55 млн років тому Переміщення на північ Обмеженого, Міжгірського та Ангаючамського террейнів вздовж окраїни.
- 55–50 млн років тому відбулася субдукція дуги Каскадія-Рут під Тихоокеанський Північний Захід разом з акрецією террейнів Сілеція[en] та Тихоокеанський Рім
- 55–50 мільйонів років тому відбулася остаточна субдукція найзахіднішого Ангаючама з вибуховим вулканізмом дуги Прибережних гір

## Дивись також
- Плита Кула